# Герб Могадору
Ге́рб Могадо́ру — офіційний символ містечка Могадору, Португалія. Використовується як територіальний герб. У срібному щиті чорний замок із трьома баштами, золотими вікнами і брамою. Обабіч нього червоний тамплієрський хрест праворуч і Христовий хрест ліворуч. Щит увінчує срібна мурована містечкова корона з чотирма вежами.  Під щитом біла стрічка, на якій великими літерами напис португальською: «vila de Mogadouro» (містечко Могадору).  Офіційно затверджений 27 квітня 1935 року.  

## Галерея

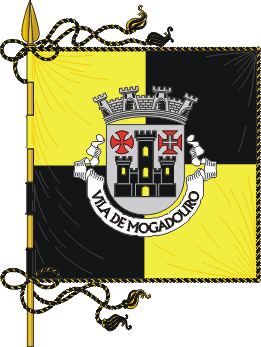
Прапор